# Orlando furioso (Vivaldi, 1727)
Orlando furioso (Originaltitel: Orlando, RV 728) ist eine Opera seria (Originalbezeichnung: „dramma per musica“) in drei Akten von Antonio Vivaldi (Musik) mit einem Libretto von Grazio Braccioli, das Vivaldi 1713/1714 schon einmal unter dem Titel Orlando furioso vertont hatte. Die Uraufführung fand am 10. November 1727 im Teatro Sant’Angelo in Venedig statt.

## Handlung

### Charaktere und literarischer Hintergrund
Alle Charaktere und die meisten Handlungselemente basieren auf der Vorlage Der rasende Roland von Ludovico Ariosto. Diese war im 18. Jahrhundert weit verbreitet und konnte beim Publikum als bekannt vorausgesetzt werden. Die Rahmenhandlung bildet dort ein Krieg zwischen den Franken unter Kaiser Karl dem Großen und deren christlichen Verbündeten auf der einen Seite und den vereinigten heidnischen (muslimischen) Truppen aus Sarazenen und verschiedenen afrikanischen Völkern auf der anderen. Der Konflikt zwischen Christen und Heiden spielt in Vivaldis Oper höchstens unterschwellig eine Rolle.
Orlando
Ein heldenhafter Graf und der bedeutendste Paladin in Diensten Kaiser Karls des Großen. Er fällt jedoch wegen seiner unerwiderten Liebe zu Angelica als Kämpfer aus. Als Angelica sich in den einfachen heidnischen Krieger Medoro verliebt, wird er wahnsinnig. Diese Episode gab dem ganzen Werk seinen Titel Der rasende Roland. Sein Freund Astolfo findet den Verstand später auf dem Mond und bringt ihn zurück.
Angelica
Die Prinzessin von Cathay (China). Sie gilt als schönste Frau der Welt, und unzählige Ritter verlieben sich in sie. Sie befindet sich ständig auf der Flucht vor ihren Verehrern und besonders vor Orlando. Schließlich verliebt sie sich in den heidnischen Soldaten Medoro, den sie nach einer Verwundung gesundpflegt.
Alcina
Eine böse liebestolle Zauberin, die ihre Männer in Tiere oder Pflanzen verwandelt. Dieser Charakter ist der Circe aus Homers Odyssee nachgebildet. In der Oper hat sie zunächst eine Beziehung mit Astolfo, verliebt sich dann aber auch in Orlando, Ruggiero und die als Mann verkleidete Bradamante.
Bradamante
Die heldenhafte und kampferprobte Gräfin von Marseille. Sie geht eine Beziehung mit dem heidnischen Ritter Ruggiero ein, den sie später heiratet.
Medoro
Ein einfacher afrikanischer Soldat, der sich in Angelica verliebt.
Ruggiero
Ein heldenhafter heidnischer Ritter und Geliebter (später Ehemann) Bradamantes, der am Ende zum Christentum übertritt. Die beiden sind die Vorfahren des Adelsgeschlechts der Este – eine Huldigung Ariostos an seinen Mäzen Ercole I. d’Este.
Astolfo
Ein englischer Prinz, der Sohn von König Otto.
Logistilla
Eine gute Fee und Schwester Alcinas.
Melissa
Eine weitere gute Fee, die Beschützerin Ruggieros und Bradamantes.
Der Hippogryph
Ein geflügeltes Pferd mit dem Kopf und den Vorderbeinen eines Adlers. Es gehörte ursprünglich dem Zauberer Atlas und ging dann in den Besitz Astolfos über.

### Kurzfassung
Erster Akt. Bei ihrer Flucht vor ihrem Verehrer Orlando wurden Angelica und ihr Geliebter Medoro getrennt. Angelica verschlägt es auf die Insel der Zauberin Alcina, die sie freundlich aufnimmt und ihr ihren Schutz verspricht. Auch Orlando erreicht die Insel. Er trifft zunächst auf Alcinas Liebhaber Astolfo und dann auf die Zauberin selbst. Alcina will ihn für sich gewinnen und weckt dadurch Astolfos Eifersucht. Wenig später kommt auch Bradamante auf die Insel, die hier ihren Verlobten Ruggiero zu finden hofft. Sie ist als Mann verkleidet, um von Alcina nicht erkannt zu werden. Als der verwundete Medoro an das Ufer gespült wird, heilt ihn Alcina. Orlando findet und bedroht ihn. Alcina gibt Medoro als ihren Bruder aus, und Angelica versichert Orlando, dass sie ihn liebe. Zugleich flüstert sie Medoro zu, dass dies eine Täuschung sei. Zuletzt findet auch Ruggiero auf die Insel. Alcina bewirkt durch einen Zauber, dass er sich in sie verliebt und Bradamante vergisst. Bradamante schwört sie sich, ihn zu retten.
Zweiter Akt. Alcina verwandelt Astolfo in einen Myrtenbaum, da sie seine Eifersucht stört. Bradamante, die sich mit einem Zauberring unsichtbar gemacht hat, beobachtet dies. Sie löst Astolfos Zauber mit ihrem Ring und nutzt ihn dann, um auch Ruggiero von Alcinas Liebeszauber zu heilen. Angelica lockt Orlando in eine Falle: Er soll ihr aus einer gefährlichen Höhle, das von einem Ungeheuer bewacht wird, einen Verjüngungstrank holen. Trotz Astolfos Warnung lässt sich Orlando darauf ein, und die Höhle verschließt sich nach seinem Eintritt. Dennoch gelingt es Orlando dank seiner übermenschlichen Kräfte, sich zu befreien. Ruggiero kann Bradamante von seiner vollständigen Heilung überzeugen. Unter dem Schutz Alcinas heiraten Angelica und Medoro. Sie ritzen ihre Liebesschwüre in die Rinde der Bäume. Als Orlando diese findet, verliert er den Verstand.
Dritter Akt. Astolfo, Ruggiero und Bradamante glauben, dass ihr Freund Orlando tot ist. Sie wollen ihn an Alcina rächen. Dazu müssen sie in den von einer Stahlwand geschützten Tempel der Hekate eindringen, um die Urne mit der Asche Merlins zu zerstören. Sie beobachten, wie Alcina den Tempel mit einem Zauber öffnet. Die als Mann „Ardalico“ verkleidete Bradamante bittet sie um Hilfe gegen Ruggiero, der ihre Schwester verführt habe. Der wahnsinnige Orlando kommt hinzu, tanzt, redet Unsinn, kämpft gegen eingebildete Monster und verschwindet im Tempel. Alcina verabredet ein Stelldichein mit dem vermeintlichen Ardalico. Ruggiero und der eifersüchtige Medoro streiten über Treue und Ehre, bis sie von Angelica getrennt werden. Im Tempel bekämpft Orlando den Wächter Aronte und bewegt die Merlin-Statue, die er für Angelica hält. Dadurch ist Alcinas Macht gebrochen. Die Insel verwandelt sich in eine Wüste, und Orlando schläft ein. Alcina versucht, ihn zu töten, wird aber von Ruggiero und Bradamante davon abgehalten. Bradamante verhindert auch die Flucht Angelicas und Medoros. Astolfo heilt Orlando mit einer Zauberfackel. Alcina flieht und sucht Hilfe bei den Furien der Hölle. Der auch von seiner unerwiderten Liebe zu Angelica befreite Orlando wünscht ihr und Medoro alles Gute.

### Erster Akt
Hof im Palast Alcinas
Szene 1. Angelica ist mit ihrem Geliebten Medoro vor ihrem hartnäckigen Verehrer Orlando geflohen. Dabei wurden die beiden getrennt. Angelica hat es auf die Zauberinsel Alcinas verschlagen und klagt dieser ihr Leid. Alcina versucht vergeblich, sie zu trösten (Arie Angelica: „Un raggio di speme“).
Szene 2. Auch Orlando ist auf die Insel gelangt, wo er zunächst auf Alcinas Geliebten Astolfo trifft. Da Astolfo ihn aufgrund seines geschlossenen Visiers nicht erkennt, greift er ihn an, bemerkt seinen Irrtum aber schnell. Alcina versucht sofort, den berühmten Kämpfer Orlando als Mitstreiter gegen ihre Schwester Logistilla zu gewinnen. Obwohl Orlando auf seine Verbindung mit Angelica hinweist, wird Astolfo eifersüchtig. Alcina verabschiedet sich mit einer Arie, in der sie ihre Bewunderung Orlandos ausdrückt (Arie Alcina: „Alza in quegl’occhi“).
Szene 3. Orlando versucht erneut, Astolfo zu beruhigen: Er habe in Alcinas Augen wahre Liebe für ihn gesehen. Astolfo glaubt ihm nicht. Er teilt Orlando mit, dass Alcinas Zaubermacht von der Urne mit der Asche des Zauberers Merlin stamme, deren Wächter Aronte unbezwingbar sei. Sie habe ihn zuletzt mit ihren „grausamen Augen“ nicht einmal mehr angesehen (Arie Astolfo: „Costanza tu m’insegni“). Astolfo geht.
Szene 4. Bradamante sucht nach ihrem Verlobten Ruggiero. Die weise Zauberin Melissa hatte ihr prophezeit, dass er auf dieser Insel den Liebeskünsten Alcinas verfallen werde. Um deren Macht zu brechen, hat sie Bradamante einen magischen Ring mitgegeben. Bradamante tritt zunächst als Mann verkleidet auf und erzählt Orlando ihre Geschichte (Arie Bradamante: „Asconderò il mio sdegno“).
Szene 5. Orlando erinnert sich an eine Prophezeiung, dass er sein Liebesglück finden werde, wenn er Alcina die Urne mit Merlins Asche stehle (Arie Orlando: „Nel profondo cieco mondo“).
Lieblicher Garten mit zwei Brunnen, von denen der eine die Liebe auslöscht, der andere sie entfacht; stürmisches Meer in der Ferne
Szene 6. Angelica beobachtet, wie ihr Geliebter Medoro schwer verletzt in einem kleinen Boot an Land gespült wird. Sie ruft um Hilfe.
Szene 7. Alcina heilt Medoro mit ihrer Zauberkraft. Medoro erzählt Angelica, dass er das Schiff von Logistilla erhalten habe. Das Schiff sei jedoch angegriffen und er selbst verwundet und gefangen genommen worden. Dann habe man ihn ins Meer geworfen, um den Zorn Neptuns zu beschwichtigen.
Szene 8. Plötzlich taucht Orlando auf, sieht seinen Rivalen Medoro bei Angelica und bedroht ihn. Alcina versucht, die Situation zu entschärfen, indem sie Medoro als Angelicas Bruder ausgibt. Angelica versichert ihrerseits Orlando ihre Liebe, wobei sie dem eifersüchtigen Medoro zuflüstert, dass sie dies lediglich vortäusche (Arie Angelica: „Tu sei degl’occhi miei“).
Szene 9. Nachdem Angelica gegangen ist, entschuldigt sich Orlando bei Medoro (Arie Orlando: „Troppo è fiero, il nume arciero“).
Szene 10. Medoro ist nicht überzeugt, dass Angelica ihre Liebeserklärung an Orlando nur gespielt hat. Alcina meint, dass wahre Liebe das Leid schweigend ertragen könne. Medoro erklärt, dass er sich Angelicas Unbeständigkeit nun selbst zum Vorbild nehmen wolle (Arie Medoro: „Se tacendo, se soffrendo“).
Szene 11. Nun hat auch Bradamantes Verlobter Ruggiero den Weg auf die Insel gefunden. Alcina verliebt sich auf der Stelle in ihn und gibt ihm Wasser aus dem Zauberbrunnen zu trinken, woraufhin er ihr verfällt und Bradamante vergisst.
Szene 12. Bradamante findet Ruggiero zu spät. Er ist Alcina bereits völlig verfallen und erkennt seine Verlobte, die ihre Verkleidung inzwischen abgelegt hat, nicht einmal mehr. Bradamante nennt sich nun Olimpia und behauptet, Ruggiero sei ihr untreuer Geliebter Bireno. Ruggiero widerspricht, da er seinen eigenen Namen noch kennt. Er besingt seine Liebe zu Alcina (Arie Ruggiero: „Sol per te mio dolce amore“).
Szene 13. Alcina versichert Bradamante, dass es sich bei ihrem Geliebten nicht um Bireno handle. Bradamante gibt vor, ihr nicht zu glauben und folgt Ruggiero. Alcina triumphiert, da sie sich seiner Liebe sicher ist (Arie Alcina: „Amorose ai rai del sole“).

### Zweiter Akt
Lustwäldchen mit versteckten Ruheplätzen
Szene 1. Alcina weist Astolfos Liebesschwüre zurück: Ein einziger Liebhaber könne sie niemals zufriedenstellen (Arie Alcina: „Vorresti amor da me?“).
Szene 2. Astolfo klagt Bradamante sein Leid. Da Alcina auch Bradamantes Verlobten Ruggiero verzaubert hat, beschließen sie, sich gemeinsam an ihr zu rächen (Arie Astolfo: „Benché nasconda la serpe in seno“).
Szene 3. Bradamante drückt Ruggiero den von Melissa erhaltenen magischen Ring in die Hand. Alcinas Zauber weicht, und er erkennt seine Verlobte wieder. Bradamante trägt ihm auf, zur Probe mit dem Ring zu Alcina zu gehen und ihre Schönheit zu betrachten. Falls er ihr erneut verfallen sollte, werde sie ihm vergeben (Arie Bradamante: „Taci non ti lagnar“).
Szene 4. Ruggiero hat ein schlechtes Gewissen wegen seines Verrats an Bradamante. Orlando tröstet ihn durch einen Vergleich mit dem stürmischen Meer, das sich auch wieder beruhigt (Arie Orlando: „Sorge l’irato nembo“).
Gebirgsgegend mit hoher steiler Felswand
Szene 5. Angelica bittet Medoro, ihr zu vertrauen, da sie die Probleme mit Orlando selbst lösen will. Medoro will ihr gerne glauben, fürchtet jedoch, dass sich seine Eifersucht wieder rühren wird, wenn sie ihn allein lässt (Arie Medoro: „Qual candido fiore“).
Szene 6. Angelica will Orlando in eine tödliche Falle locken, um ihn endgültig loszuwerden. Dazu täuscht sie ihm ihre Liebe vor (Arie Angelica: „Chiara al pari di lucida stella“) und verlangt einen Liebesbeweis von ihm: Er soll auf den von Alcina herbeigezauberten Felsen steigen, um ihr das Wasser zu holen, mit dem einst Medea die Jugend Aisons wiederhergestellt habe. Obwohl sie ihn darauf hinweist, dass es von einem schrecklichen Ungeheuer bewacht wird, will sich Orlando sofort auf den Weg machen.
Szene 7. Der hinzukommende Astolfo warnt Orlando vergeblich davor, sich auf das Abenteuer einzulassen.
Szene 8. Beobachtet von Angelica erklimmt Orlando den Felsen.
Die Felswand stürzt herab und verwandelt sich in eine furchteinflößende Höhle ohne Ausgang
Szene 9. In der Höhle angelangt, fordert Orlando das Ungeheuer heraus. Eine Stimme aus dem Inneren ruft ihm zu, dass er Alcinas Gefangener sei. Orlando stellt fest, dass die Höhle keinen Ausgang hat. Dank seiner Heldenkraft gelingt es ihm jedoch, die Felsen beiseite zu räumen und sich zu befreien. Er schwört, Alcinas Reich zu zerstören.
Szene 10. Ruggiero hat inzwischen seine Probe bestanden und beim Betrachten Alcinas deren wahre Gestalt erkannt. Doch Bradamante ist noch nicht zufriedengestellt. Sie fordert Rache. Ruggiero schlägt vor, dass sie ihn persönlich ersticht – so könne er wenigstens in ihren Armen sterben (Arie Ruggiero: „Che bel morirti in sen“). Damit ist der letzte Beweis für seine Heilung erbracht. Bradamante jubiliert (Arie Bradamante: „Se cresce un torrente“).
Land am Fuß eines Hügels mit einigen Baumgruppen; in deren Schatten Geschirr und der Hochzeitskelch von Angelica und Medoro
Szene 11. Zu fröhlichen Gesängen des Chores (Chor: „Al fragor de’ corni audaci“) und mit dem Segen Alcinas heiraten Angelica und Medoro. Beide trinken aus dem Hochzeitskelch. Alcina beneidet die beiden um ihre gegenseitige Liebe, die sie selbst wohl nie in dieser Form erleben wird (Arie Alcina: „Così potessi anch’io“).
Szene 12. Angelica und Medoro ritzen ihre Liebesbekenntnisse in die Rinde der umstehenden Bäume (Duett Angelica/Medoro: „Sei mia fiamma, e sei mio bene“).
Szene 13. Orlando beobachtet, wie das Paar davonzieht. Er findet die Inschriften in den Bäumen, verliert vor Verzweiflung den Verstand und reißt sich Rüstung und Kleider vom Leib (Arie Orlando: „Ho cento vanni al piede“).

### Dritter Akt
Vorhof zum Tempel der Unterweltgöttin Hekate, abgeschlossen von einer Stahlwand
Szene 1. Ruggiero und Astolfo sind überzeugt, dass Orlando tot ist. Sie beschließen, ihn an Alcina zu rächen. Astolfo glaubt, dass die Zauberin Melissa ihnen dabei helfen könne, die Stahlwand zu durchbrechen (Arie Astolfo: „Dove il valor combatte“). Er entfernt sich, um sie zu suchen.
Szene 2. Bradamante gesellt sich, erneut in Männerkleidung, hinzu. Sie weist darauf hin, dass sich im Tempel die Urne mit der Asche Merlins befindet, die Alcina ihre Macht verleiht und besteht darauf, selbst den entscheidenden Schlag gegen Alcina auszuführen. Alle verstecken sich, als sie Alcina kommen hören.
Szene 3. Alcina hat sich zum Tempel begeben, um göttliche Unterstützung gegen den sie ungerecht behandelnden Liebesgott Amor zu erflehen und den Aufenthaltsort Ruggieros zu erfahren (Arie Alcina: „L’arco vuò frangerti“). Um Zugang zu erhalten, spricht sie zunächst einige vergebliche Drohungen gegen die Götter der Unterwelt aus und ruft dann den Geist Merlins an.
Die Stahlwand zerbricht in zwei Teile und öffnet den Tempel der Hekate mit der Statue des Zauberers Merlin, die an eine Urne mit dessen Asche gelehnt ist, bewacht vom unverwundbaren Aronte mit einer Keule; der Innenraum ist von eisernen Balustraden verschlossen; auf einer Seite der Altar der Hekate
Ruggiero und Bradamante treten aus ihrem Versteck. Alcina ist erfreut, ihren Geliebten wiedergefunden zu haben. Bradamante stellt sich ihr als Ardalico vor und behauptet, ihre Schwester sei von Ruggiero verführt und verlassen worden. Sie habe ihn gesucht, um diese Schmach zu rächen.
Szene 4. Nun erscheint auch Orlando. Zum Entsetzen der Anwesenden scheint er niemanden mehr zu erkennen, redet wirres Zeug und fängt an zu tanzen.
Szene 5. Als letztes kommt Angelica hinzu. Orlando erkennt auch sie nicht, macht ihr aber Vorwürfe. Angelica versichert, immer Mitgefühl für ihn gehabt zu haben, doch ihre Gefühle seien unschuldig (Arie Angelica: „Poveri affetti miei, siete innocenti“).
Szene 6. Orlando sieht sich in seinem Wahn von Ungeheuern umgeben, die er töten will (Arie Orlando: „Gli seguirò, gli atterrerò“). Er verschwindet im Tempel. Alcina hat sich inzwischen in den vermeintlichen Ardalico (Bradamante) verliebt. Sie schickt ihn fort, um einen „grüneren Ort“ zu suchen und dort auf sie zu warten. Bradamante geht nur widerstrebend, da sie Ruggiero nicht bei Alcina lassen möchte (Arie Bradamante: „Io son ne’ lacci tuoi“). Alcina schaut ihr bewundernd nach (Arie Alcina: „Non è felice un’alma“) und geht dann ebenfalls.
Szene 7. Der allein zurückgebliebene Ruggiero grübelt über die Ehre und seine Liebe zu Bradamante nach, als Medoro erscheint und ihn nach seiner Beziehung zu Alcina fragt. Medoro wirft ihm seine Unbeständigkeit vor, doch Ruggiero hält es für richtig, eine unehrliche Liebe zu beenden.
Szene 8. Der Streit zwischen Medoro und Ruggiero eskaliert, und beide greifen zu ihren Degen. Nur das Eingreifen Angelicas verhindert Schlimmeres. Dennoch gibt Ruggiero ihr die Schuld an Orlandos Wahnsinn (Arie Ruggiero: „Come l’onda con voragine orrenda, e profonda“). Er geht.
Szene 9. Angelica versichert Medoro, dass er keinen Grund zur Eifersucht habe. Dennoch ist er nicht vollständig beruhigt (Arie Medoro: „Vorrebbe amando il cor“). Beide ziehen sich zurück.
Szene 10. Orlando hält in seinem Wahn (Arie Orlando: „Scendi nel tartaro“) die Statue Merlins für Angelica und attackiert den Wächter Aronte. Mit seinen Heldenkräften gelingt es ihm tatsächlich, diesen zu besiegen und die Statue zu ergreifen. Damit verschwindet auch die Zaubermacht Alcinas, und die Szene verwandelt sich. Orlando legt sich zum Schlafen nieder.
Die Insel ist nun wüst und zerklüftet; in einem der Bäume hängen die Waffen Orlandos
Szene 11. Nach dem Verlust ihrer Macht verzweifelt Alcina. Als sie den schlafenden Orlando, die Ursache ihres Leids, erblickt, sieht sie eine Möglichkeit zur Rache, wird aber von Ruggiero und Bradamante aufgehalten. Die beiden klären sie darüber auf, dass Ruggiero nicht mehr ihrem Zauber unterliegt und der vermeintliche Ardalico in Wirklichkeit ihre Feindin Bradamante ist.
Szene 12. Angelica und Medoro versuchen, von der Insel zu fliehen, werden aber ebenfalls von Bradamante daran gehindert, die in Angelica die Ursache für Orlandos Wahnsinn sieht.
Szene 13. Der von den anderen bereits vermisste Astolfo erscheint mit Soldaten Logistillas. Er teilt den Anwesenden mit, dass ihn sein geflügeltes Pferd (der Hippogryph) durch den Himmel bis zu dem Ort getragen habe, an dem das ewige Feuer brennt. Dort habe ihm eine Stimme aufgetragen, eine Fackel mit dem „verlorenen Licht des Verstands Orlandos“ mitzunehmen. Orlando erwacht und gewinnt beim Anblick der Fackel tatsächlich seinen Verstand zurück. In diesem Moment empfindet Alcina den Verlust ihrer Macht besonders stark. Sie beschließt, bei den Furien der Hölle Hilfe für ihre Rache zu suchen (Arie Alcina: „Anderò, chiamerò dal profondo“). Orlando hingegen ist auch von seinem Liebeswahn zu Angelica geheilt. Er wünscht ihr und Medoro Frieden und ewige Liebe. Der Schlusschor preist Treue und Beständigkeit der Liebenden (Chor: „Vien dal cielo in noi l’amore“).

## Gestaltung

### Orchesterbesetzung
Die Orchesterbesetzung der Oper enthält die folgenden Instrumente::210
- Traversflöte (neu in der Fassung von 1727)
- zwei Oboen (zur Verstärkung der Streicherstimmen)
- zwei Hörner
- zwei Trompeten (neu in der Fassung von 1727)
- Streicher
- Basso continuo (mit zwei Cembali)

### Musiknummern
Die Oper enthält die folgenden Musikstücke:
Erster Akt
- Szene 1. Rezitativ: „Bella Regina, il tuo poter sovrano“
  - Arie (Angelica): „Un raggio di speme“ – Allegro (Es-Dur); für Streicher und Basso continuo; vgl. L’Atenaide RV 702b I:2; Farnace RV 711d II:4
- Szene 2. Rezitativ: „Quanta pietà mi desta il suo cordoglio“
  - Arie (Alcina): „Alza in quegl’occhi“ – Allegro (A-Dur); für Streicher und Basso continuo; vgl. L’Atenaide RV 702b III:14
- Szene 3. Rezitativ: „Della bella negl’occhi vidi per te“
  - Aria breve (Astolfo): „Costanza tu m’insegni, e vuoi ch’io speri“ – Andante molto (D-Dur); für Streicher und Basso continuo
- Szene 4. Rezitativ: „Pietoso Dio d’amor: poiche à te piacque“
  - Arie (Bradamante): „Ascondero il mio sdegno“ – Allegro non molto (B-Dur); für Streicher und Basso continuo
- Szene 5. Rezitativ: „Isolito coraggio orain quest’alma“
  - Rezitativ (Orlando): „Orlando, allora il ciel per te dispose“
  - Rezitativ: „Amorose mie brame non più duol, e timor“
  - Arie (Orlando): „Nel profondo cieco mondo“ – Allegro (G-Dur); für Streicher und Basso continuo; vgl. L’Atenaide RV 702b II:2; La Candace RV 704 II:11
- Szene 6. Rezitativ: „Quando somigli tempesto mare“
- Szene 7. Rezitativ: „Alcina. Alcina: ah tal mi rendi“
- Szene 8. Rezitativ: „Non godrai sempre in pace lieto del tuo gior“
  - Arie (Angelica): „Tu sei degl’occhi miei“ – Allegro (c-Moll); für Streicher und Basso continuo
- Szene 9. Rezitativ: „Ahi crudel gelosia tiranna degl’affetti“
  - Arie (Orlando): „Troppo è fiero il nume arciero“ – Allegro (G-Dur); für Streicher und Basso continuo; vgl. L’Atenaide RV 702b I:11
- Szene 10. Rezitativ: „Medoro il ciglio abbassi, e stai dolente?“
  - Arie (Medoro oder Alcina): „Rompo i ceppi“ – … (B-Dur); für Streicher und Basso continuo
- Szene 11. Rezitativ: „Innocente Garzon, tu ancor non sai?“
- Szene 12. Rezitativ: „Vò cercando Ruggiero, e l’trovo incolto“
  - Arie (Ruggiero): „Sol dà te mio dolce amore“ – Largo (c-Moll) – Traversflöte, Violinen I/II sordini, Violine I, Viola und Bass pizzicati (ohne Cembalo)
- Szene 13. Rezitativ: „Ah’ inumano! Ah crudele! Guarda ben, che t’inganni“
  - Rezitativ: „Se lo crede bireno ella s’inganna“
  - Arie (Alcina): „Amorose ai rai del sole“ – Allegro (e-Moll); für Streicher und Basso continuo; vgl. Farnace RV 711dg II:13

Zweiter Akt
- Szene 1. Rezitativ: „Tant’è l’amor per variar d’oggetto“
  - Arie (Alcina): „Vorresti amor dàme“ – Allegro (F-Dur); für Streicher und Basso continuo
- Szene 2. Rezitativ: „Per qual donna incostante crudele amor“
  - Arie (Astolfo): „Benche nasconda“ – … (Es-Dur); für Streicher und Basso continuo; vgl. L’Atenaide RV 702b I:6; Catone (Händel) RV Anh 80; Ipermestra (Prag 1731) RV Anh 127a.22
- Szene 3. Rezitativ: „Qui viene il mio ruggier“
  - Aria breve (Bradamante): „Taci non ti lagnar taci non mi pregar“ – Allegro (Es-Dur); für Streicher und Basso continuo
- Szene 4. Rezitativ: „Qual terra ignota al suol, qual antro cieco mi asconde“
  - Arie (Orlando): „Sorge l’irato nembo“ – Allegro (C-Dur); für Streicher und Basso continuo; vgl. L’Atenaide RV 702b II:7; Farnace RV 711b I:14; Farnace RV 711d I:14
- Szene 5. Rezitativ: „Da questi sassi? sì da questi sassi“
  - Arie (Medoro): „Qual candido fiore“ – Allegro (B-Dur); für Violinen I/II, Viola/Basso continuo; vgl. Farnace RV 711d III:1; Publio Cornelio Scipione (Prag 1729) RV Anh 127a.34
- Szene 6. Rezitativ: „Nè giunge orlando ancor? Con la sua morte“
  - Arie (Angelica): „Chiara al pari di lucida stella“ – Largo (B-Dur); für Streicher und Basso continuo; vgl. L’Atenaide RV 702b I:1
  - Rezitativ: „Questa è amorosa fè, quello è un bel core“
- Szene 7. Rezitativ: „Orlando, dove Orlando? Arresta il passo“
- Szene 8. Rezitativ: „L’importuno parti. Vedesti aspira“
- Szene 9. Rezitativ: „Precipitio ch’altrui morte saria“
  - Ritornell – … (d-Moll); für Streicher und Basso continuo
- Szene 10. Rezitativ: „Hai vinto al fine, ò moi pudico amore“
  - Aria breve (Ruggiero): „Che bel morir ri in sen“ – Allegro non molto (C-Dur); für Streicher und Basso continuo
  - Rezitativ: „Narrate i miei contenti piante frondi erbe e fiori“
  - Arie (Bradamante): „Se cresce un torrente“ – Presto (F-Dur); für Streicher und Basso continuo; vgl. L’Atenaide RV 702b I:12; L’olimpiade RV 725 I:6
- Szene 11. Chor (SATB): „Al fragor de’ corni audaci“ – … (F-Dur); für zwei Hörner, Streicher und Basso continuo auf der Bühne, Streicher und Basso continuo
  - Rezitativ: „Qui dove dolce zeffiretto spira“
  - Rezitativ (Medoro); für Streicher und Basso continuo: „Te gran diva di Cipro alta, e possente“
  - Chor (SATB): „Gran madre venete gran nume tespio“ – … (C-Dur); für zwei Trompeten, Streicher und Basso continuo auf der Bühne
  - Rezitativ: „Così da questi Dei s’udisser per Ruggiero“
  - Chor (SATB): „Diva dell’espero fanciullo idalio“ – … (C-Dur); für zwei Trompeten, Streicher und Basso continuo auf der Bühne
  - Rezitativ: „Cosi dà questi Dei s’udisser per Ruggiero“
  - Arie (Alcina): „Così potessi anch’io“ – Andante molto (Es-Dur); für Violinen I/II, Viola und Basso continuo; vgl. Ezio (Mailand 1730) RV Anh 127a.13
- Szene 12. Rezitativ: „M’ha commosso à pietà“
  - Arioso à 2 (Angelica, Medoro): „Belle pianticelle crescete“ – Allegro (G-Dur); für Violinen I/II und Basso continuo
  - Rezitativ: „Leggi nel verde alloro“
  - Ritornello – … (G-Dur); für Violinen I/II, Viola und Basso continuo
  - Duett (Angelica, Medoro): „Sei mia fiamma e sei mio bene“ – … (G-Dur); für Violinen I/II und Basso continuo
- Szene 13. Rezitativ: „Ah sleale, ah spargiura, donna ingrata infedel“
  - Arioso (Orlando): „Io ti getto elmo ed usbergo“ – … (D-Dur); für Streicher und Basso continuo
  - Rezitativ: „Troverò allegerito Medoro quì d’angelica fù sposo“
  - Arioso (Orlando): „Hò cento vanni al tergo“ – Larghetto (C-Dur); für Streicher und Basso continuo

Dritter Akt
- Szene 1. Rezitativ: „Morto orlando tu credi?“
  - Aria breve (Astolfo): „Dove il valor combatte“ – Allegro molto (C-Dur); für Streicher und Basso continuo
- Szene 2. Rezitativ: „Vendetta sì cor mio. La tenti in vano“
- Szene 3. Aria breve (Alcina): „L’arco vuò frangerti“ – Allegro (C-Dur); für Streicher und Basso continuo
  - Rezitativ: „Mà in van minaccio amor; Ride il superbo“
  - Rezitativ (Alcina); für Streicher und Basso continuo: „Numi orrendi d’averno sin dal profundo inferno“
  - Rezitativ: „Ti assista amor. Beche tu l’ale stenda“
- Szene 4. Rezitativ: „Cortese Ifigenia il furibondo Oreste“
- Szene 5. Arioso (Angelica): „Come pupureo fior languendo more“ – … (C-Dur); für Violinen I/II, Viola con sordini
  - Rezitativ: „E’ la donna crudel Oh l’incostante mia preteria amante“
  - Arioso (Alcina): „Che dolce più che più giocondo stato“ – … (e-Moll); für Violinen I/II con piombi, Viola und Bass (ohne Cembalo)
  - Rezitativ: „Mà se lungi è il suo ben qual più doglioso stato“
  - Aria breve (Angelica): „Poveri affeti miei siete innocenti“ – Andante molto (g-Moll); für Streicher und Basso continuo; vgl. L’Atenaide RV 702b I:7; La fida ninfa RV 714 II:2
- Szene 6. Rezitativ: „Ella parte. Mirate la menzongna è con lei“
  - Arie (Bradamante): „Io son ne’ lacci tuoi“ – Allegro (C-Dur); für Streicher und Basso continuo; vgl. L’Atenaide RV 702b III:3
  - Rezitativ: „Parte il mio ben, amor che far degg’io?“
  - Arie (Alcina): „Nonè felice un’alma“
- Szene 7. Rezitativ: „Gloria, che mi raggioni? Onor che parli?“
- Szene 8. Rezitativ: „Costanza à allora il variar pensiero?“
  - Arie (Ruggiero): „Come l’onda con voragine orrenda e profonda“ – Allegro (B-Dur); für Streicher und Basso continuo (ohne Text); vgl. Ottone in villa RV 729a II:1
- Szene 9. Rezitativ: „Partir convien da questo cielo“
  - Rezitativ: „Pena il mio bene, non meno peno“
  - Arie (Medoro): „Vorrebe amando il cor“ – … (F-Dur); für Streicher und Basso continuo (zweite Fassung)
- Szene 10. Rezitativ: „Nò nò ti dico nò forse pretendi ombra squallida“
  - Arioso (Orlando): „Scendi nel tartato nel tartaro“ – Allegro (c-Moll); für Violinen I/II/Viola/Basso continuo
  - Rezitativ: „Furia bella, e crudel? Sono ben tutte tutte“
  - Rezitativ (Orlando): „Quando fracasso. Cos’è treman le mura“ – Presto (g-Moll); für Streicher und Basso continuo
  - Rezitativ: „Son pur stanco! pur lasso! Or che tratto hò il mio ben“
- Szene 11. Rezitativ: „Infelice ove fuggo? ove m’ascondo“
- Szene 12. Rezitativ: „Salciamci. E’dove ò bella? Arresta il piede“
- Szene 13. Rezitativ: „Angelica si arresti, e pera Alcina“
  - Rezitativ (Alcina): „Oh ingiusti Numi, oh fati, o averse stelle“; für Streicher und Basso continuo
  - Arioso (Alcina): „Anderò, chiamerò dal profundo“ – Presto (g-Moll); für Streicher und Basso continuo; vgl. Orlando finto pazzo RV 727 III:12; Teuzzone RV 736 II:11
  - Rezitativ: „Vedi che tuo trionfo l’eccidio della rea“
  - Chor (SATB): „Con mirti, e fiori“ – Allegro (C-Dur); für Violinen I/II, Viola und Basso continuo; vgl. Orlando finto pazzo RV 727 III:15

Nicht verwertete Textteile, vermutlich aus einer Frühfassung
- Szene I:10. Arie (Sopran = Medoro?; ohne Text) – Allegro (A-Dur); für Streicher und Basso continuo
- Szene II:4. Rezitativ: „Infelice cor mio innocente tu sei“ (durchgestrichen)
  - Arie (Ruggiero): „Piangerò sin che l’onda del pianto“ – Largo (F-Dur); für Violinen I/II/Viola/Basso continuo (nur durchgestrichener Anfang); vgl. Orlando furioso RV Anh 84/819
- Szene II:9. Arie (Medoro): „Vorrebe amando amando il core“ – Allegro (g-Moll); für Streicher und Basso continuo (erste Fassung; nur durchgestrichener Anfang und letzte 10 Takte)
- Szene III:13. Arie (Alt); für Streicher und Basso continuo: „Empio duol che mi serpinel seno“ (nur durchgestrichener Schluss)

### Libretto
Der Text Bracciolis hält sich eng an die „besondere (chaotische) Struktur als auch den literarischen Ton“ von Ariostos Epos und steht damit im Gegensatz zu den meisten zeitgenössischen Opernfassungen, die den Schwerpunkt eher auf die Komik, rationale oder moralische Aspekte legten. Die Irrationalität der Vorlage bleibt hier erhalten. Ungewöhnlich ist weiterhin, dass die traditionelle Rollenhierarchie durchbrochen wird, denn es gibt mit Orlando/Angelica/Medoro und Ruggiero/Bradamante/Alcina gleich zwei Dreiergruppen von Hauptpersonen. Der dramaturgische Ablauf enthält viele Unstimmigkeiten, die Vivaldi bei seiner Komposition übernahm oder sogar durch Umstellungen von Arien verstärkte. Braccioli integrierte an einigen Stellen der Rezitative Originalverse Ariostos, die dort naturgemäß wenig Möglichkeiten für eine fantasievolle Vertonung boten (beispielsweise stammt Angelicas „Che dolce più“ in der fünften Szene des dritten Akts aus dem XXXI. Gesang der Vorlage:453). Seine Arientexte waren dagegen vergleichsweise schwach inspiriert, und Vivaldi tauschte sie 1727 weitgehend aus.

### Musik
Wie die meisten Opern der Vivaldi-Zeit ist der Orlando nach einem festgefügten Schema aufgebaut, bei dem sich Rezitative und Da-capo-Arien abwechseln. Die hauptsächliche inhaltliche Entwicklung findet dabei in den Rezitativen statt, während es sich bei den Arien oft um sogenannte „Koffer-Arien“ handelt, die – aus dem Zusammenhang gerissen – von den Sängern auch an andere Orte mitgenommen und in andere Opern-Produktionen eingebaut werden konnten. Vivaldi selbst übernahm zehn der Arien aus dem Orlando in seine zwei Jahre später entstandene Oper L’Atenaide.:202 Die musikalischen Nummern stellen allerdings allesamt so hohe Anforderungen an alle Sänger, besonders hinsichtlich der Koloratur-Kultur, so dass erst in jüngster Zeit durch das Heranwachsen einer neuen, an der historischen Aufführungspraxis geschulten Sängergeneration, adäquate Aufführungen wieder möglich geworden sind.
Nur in einer einzigen Arie („Sol per te mio dolce amore“ des Ruggiero, erster Akt, Szene 12) wird die Traversflöte als virtuoses Soloinstrument eingesetzt. In den anderen Stücken gibt es nur wenige konzertierende Stellen, die sich in der Regel darauf beschränken, die Singstimme in Terz- oder Sextparallelen zu begleiten oder zu umspielen. Einige Arien besitzen ein polyphon gestaltetes Vorspiel. Nach dem Einsetzen der Singstimme wird die Begleitung dann jedoch zurückgenommen und dient nur noch der harmonischen Stütze.:203
Die Wahnsinnsszene Orlandos im zweiten Akt mit seiner abschließenden Arie „Ho cento vanni al piede“ (zweiter Akt, Szene 13) bildet den Höhepunkt der Oper. Sie stammt in ihrer ursprünglichen Gestalt noch aus der Opernfassung von 1714, wurde bis 1727 in zwei Schritten überarbeitet und enthält vermutlich noch Ideen Giovanni Alberto Ristoris.:456 Die Szene selbst findet fast ausschließlich in den Rezitativen statt, besteht aus mehreren sich steigernden Abschnitten und gipfelt in einem spannungsreichen Dialog Orlandos mit dem Orchester. Im dritten Akt zitiert er ironisch das „Narrheits“-Thema der Folia.:204 Auch die „magischen“ Szenen wie die Höhlenszene (zweiter Akt, Szene 9) oder die Öffnung des Tempels durch Alcina (dritter Akt, Szene 3) gestaltete Vivaldi vorwiegend in Rezitativen und kurzen Ariosi. Im Gegensatz dazu ist die Hochzeitsszene Angelicas und Medoros umfangreich und mit Chören und Bühnenmusik ausgestattet.:452
Da sich die Wahnsinns- und Zauberszenen mit den damaligen Mitteln nicht gut in Arienform darstellen ließen,:452 tragen die meisten Arien einen „nostalgisch-galanten“ Charakter. Zu diesem Typus gehören fast alle Arien Angelicas und Medoros sowie Ruggieros Arien der ersten beiden Akte, aber auch Alcinas virtuose Koloraturarie „Alza in quegl’occhi“ (erster Akt, Szene 2), ihre ruhige Arie „Così potessi anch’io“ (zweiter Akt, Szene 11) und einige mehr. Der Text von Angelicas „Tu sei degl’occhi miei“ (erster Akt, Szene 8) und Bradamantes „Taci non ti lagnar“ (zweiter Szene 3) stammt noch aus der Fassung von 1714.:454
Außerdem gibt es einige heroische Arien. Alcinas abschließende Rachearie „Anderò, chiamerò dal profondo“ (dritter Akt, Szene 13) und Ruggieros „Come l’onda con voragine orrenda, e profonda“ (dritter Akt, Szene 8) übernahm Vivaldi aus der Opernfassung von 1714. Orlandos „Nel profondo cieco mondo“ (erster Akt, Szene 5), die ursprünglich einen tänzerischen Charakter hatte, überarbeitete er dagegen gründlich.:455
Zu erwähnen sind weiterhin zwei Sturm-Arien: Orlandos große „Sorge l’irato nembo“ (zweiter Akt, Szene 4) mit wilder Streicherbegleitung und Bradamantes eher deklamatorische, aber extrem schnell auszuführende „Se cresce un torrente“ (zweiter Akt, Szene 10).:456

## Geschichte
Der Orlando von 1727 (RV 728) ist Vivaldis zweite künstlerische Auseinandersetzung mit Ariostos Versepos. 1713 war im Teatro Sant’Angelo die Oper Orlando furioso von Giovanni Alberto Ristori auf ein Libretto von Grazio Braccioli uraufgeführt worden. Im folgenden Jahr, um den 11. November 1714, nachdem Vivaldi Theaterdirektor des San Angelo geworden war, hatte er mit Orlando finto pazzo (RV 727) selbst eine Fortsetzung von Ristoris Oper auf die Bühne gebracht und damit möglicherweise einen Misserfolg erlitten. Nach mehreren Umarbeitungen setzte er den Orlando furioso im Dezember 1714 erneut auf den Spielplan.:203 Diese nun vollständig überarbeitete Fassung, die in der ersten Auflage des Ryom-Verzeichnisses noch als Werk Ristoris ausgewiesen war (RV Anh. 84), gilt inzwischen als eigenständiges Werk Vivaldis und erhielt in der zweiten Auflage die RV-Nummer 819. Von der Partitur sind lediglich die ersten beiden Akte in einem Turiner Manuskript erhalten.:132
In den folgenden Jahren wurde das Werk in mehreren weiteren Bearbeitungen außerhalb Venedigs gespielt. Diese Fassungen enthalten vorwiegend Musik anderer Komponisten, z. B. eine in Braunschweig 1722 gespielte Pasticcio-Fassung von Georg Caspar Schürmann (RV Anh. 122):275 oder eine 1724 in Prag und 1725 in Breslau aufgeführte Fassung von Antonio Bioni (RV Anh. 52).:378
1727 wagte Vivaldi einen neuen Anlauf und vertonte den Orlando furioso weitgehend neu. Grundlage war wieder das Libretto Bracciolis. Die Handlung blieb weitgehend identisch. Er schrieb aber einige Rezitative neu und tauschte viele der Arien aus. Die Oper wurde im Libretto (jedoch nicht in Vivaldis eigenem Manuskript) schlicht Orlando ohne den Zusatz „furioso“ betitelt. Möglicherweise wollte Vivaldi damit seine eigene Autorschaft im Gegensatz zu Ristoris Fassung hervorheben.:447 Die Musik dazu entstand wahrscheinlich unter Zeitdruck. Vivaldi übernahm ungefähr die Hälfte der ursprünglichen Musik, erweiterte aber das Orchester um eine Traversflöte und zwei Trompeten.:211 Die ursprünglich von einem Bass gesungene Partie des Orlando wurde für die Altistin Lucia Lancetti umgeschrieben, und auch die Tonlagen der Partien von Astolfo, Bradamante und Medoro wurden an die nun verfügbaren Sänger angepasst.:450
Die Sängerbesetzung der Uraufführung im November 1727 bestand aus der Altistin Lucia Lancetti (Orlando), der Sopranistin Benedetta Serosina (Angelica), den Altistinnen Anna Girò (Alcina) und Maria Caterina Negri (Bradamante), den Altkastraten Casimiro Pignotti (Medoro) und Giovanni Andrea Tassi (Ruggiero) und dem Bass Gaetano Pinetti (Astolfo). Es gab also außer fünf Altstimmen lediglich einen Sopran und einen Bass.:449 Zwischen den Akten der Oper wurde Giuseppe Maria Orlandinis Intermezzo Serpilla e Bacocco gespielt. Die Aufführung hatte vermutlich nur einen bescheidenen Erfolg, denn die Oper wurde noch während der Herbst-Saison durch eine Wiederholung von Vivaldis Farnace abgelöst.:449
Die Partitur des Orlando ist nicht ganz vollständig überliefert. Sie enthält keine Sinfonia (Ouvertüre), da es zu dieser Zeit noch üblich war, diese aus anderen Werken zu übernehmen.:203 Es fehlt ferner die Arie des Ruggiero „Come l’onda con voragine orrenda“ aus dem dritten Akt, die Vivaldi allerdings auch in seiner Oper Ottone in villa vertont hatte,:451 so dass bei Aufführungen regelmäßig die alternative Vertonung eingefügt wird. Die überlieferten Teile sind dagegen vollständig instrumentiert erhalten, so dass keine Stimmen ergänzt zu werden brauchen.
Vivaldis Fassung wurde zu seinen Lebzeiten nicht wieder gespielt. Jedoch wurden in verschiedenen Städten weitere Pasticcio-Opern mit dem Titel Orlando furioso aufgeführt, deren Partituren nicht erhalten sind. Die Texte basieren meist auf der Fassung von 1713/1714.
Vivaldis Orlando erlebte ab den 1970er-Jahren eine Wiederentdeckung und wird heute zu seinen bedeutendsten Opern gezählt. Claudio Scimone spielte sie 1977 in einer Fassung des Musikwissenschaftlers Peter Ryom auf Tonträger ein. Diese Bearbeitung wurde zwischen 1978 und 1981 auch szenisch in Verona, Nancy, Dallas und Paris aufgeführt. Der Musikkritiker Ulrich Schreiber hielt Orlando für die „gelungenste Oper“ Vivaldis.:203

## Aufnahmen / Tonträger
- Juli 1977 (Neufassung und Bearbeitung von Peter Ryom; stark gekürzt): Claudio Scimone (Dirigent), I Solisti Veneti, Coro Amici della Polifonica. Marilyn Horne (Orlando), Victoria de los Ángeles (Angelica), Lucia Valentini Terrani (Alcina), Carmen Gonzales (Bradamante), Lajos Kozma (Medoro), Sesto Bruscantini (Ruggiero), Nicola Zaccaria (Astolfo). Erato CD: ECD 88190 AAD, Erato LP: STU 71138 (3 LP).[15]:22186
- 1989 (Video; live aus San Francisco): Randall Behr (Dirigent), Pier Luigi Pizzi (Inszenierung), Orchester und Chor der San Francisco Opera. Marilyn Horne (Orlando), Susan Patterson (Angelica), Kathleen Kuhlmann (Alcina), Sandra Walker (Bradamante), William Matteuzzi (Medoro), Jeffrey Gall (Ruggiero), Kevin Langan (Astolfo). Arthaus Musik DVD 100210, RM Arts VI: VL 079, VVL VI: VVD 1090.[15]:22187
- Juli 2002 (live aus der Chiesa della Santissima Crofisso in Barga; stark gekürzt): Federico Maria Sardelli (Dirigent), Orchestra Barocca Modo Antiquo, Coro da Camera Italiana Roma. Anne Desler (Orlando), Nicki Kennedy (Angelica), Marina de Liso (Alcina), Lucia Sciannimancio (Bradamante), Luco Dordolo (Medoro), Thierry Grégoire (Ruggiero), Martin Kronthaler (Astolfo). Amadeus AMS 78–79 (2 CD).[15]:22188
- Juni 2004 (Studio-Aufnahme aus der Eglise Abbatiale de Daoulas, Bretagne; nach der vollständigen kritischen Edition von Federico Maria Sardelli, Rekonstruktion von Frédéric Delaméa und Jean-Christophe Spinosi): Jean-Christophe Spinosi (Dirigent), Ensemble Matheus, Chœur Les Éléments. Marie-Nicole Lemieux (Orlando), Veronica Cangemi (Angelica), Jennifer Larmore (Alcina), Ann Hallenberg (Bradamante), Blandine Staskiewicz (Medoro), Philippe Jaroussky (Ruggiero), Lorenzo Regazzo (Astolfo). Opus 111 OP 30393 (3 CD).[15]:22189
- 9. Dezember 2005 (live aus Genua; stark gekürzt): Alan Curtis (Dirigent), Orchester und Chor des Teatro Carlo Felice di Genova. Ann Hallenberg (Orlando), Laura Aikin (Angelica), Elena Belfiore (Alcina), Annarita Gemmabella (Bradamante), Max Emanuel Cenčić (Medoro), Franco Fagioli (Ruggiero), Vito Priante (Astolfo).[15]:22190
- 5. September 2006 (live aus dem BLG-Forum in Überseestadt): Jean-Christophe Spinosi (Dirigent), Ensemble Matheus. Marijana Mijanovic (Orlando), Veronica Cangemi (Angelica), Julianne Young (Alcina), Barbara di Castri (Bradamante), Blandine Staskiewicz (Medoro), Max Emanuel Cenčić (Ruggiero), Christian Senn (Astolfo).[15]:22191
- 2011 (Video; live aus dem Théâtre des Champs-Élysées, Paris): Jean-Christophe Spinosi (Dirigent), Pierre Audi (Inszenierung), Ensemble Matheus, Chœur du Théâtre des Champs-Elysées. Marie-Nicole Lemieux (Orlando), Verónica Cangemi (Angelica), Jennifer Larmore (Alcina), Kristina Hammarström (Bradamante), Romina Basso (Medoro), Philippe Jaroussky (Ruggiero), Christian Senn (Astolfo). Naïve.[16]